# Арузза
Ару́зза (буквально араб. рисовое зерно‎) — мера веса, распространённая в мусульманских странах, равная весу одного рисового зерна. Сведения об аруззе относятся к XII веку, тогда арузза равна 1/240 мискаля (вес одного динара) или составляет 25 хардалов (горчичных зёрен). Если исходить из массы канонического мискаля в 4,464 г, то арузза равна 0,0186 г.